# Прапор Кишинева
Прапор Кишинева — офіційний символ міста Кишинева затверджений 28 вересня 1998 року. Автор прапора — художник Георге Врабіє.

## Опис
Прапор білого кольору. У центрі зображений міський герб (у лазуровому полі золотий орел з червленим нагрудним щитком, в щитку герб Молдови — голова бика, зірка, троянда і півмісяць. Герб накладено на стилізовану плетену смугу жовто-коричневих кольорів.
Розміри прапора Кишинева, як правило, ідентичні до офіційних розмірів Державного прапора Молдови.